# Lidové shromáždění Syrské arabské republiky
Lidové shromáždění (arabsky مجلس الشعب”‎, Madžlis aš-Šaab) je jednokomorový parlament Sýrie. Po svržení baasistického režimu v roce 2024 byl rozpuštěn, v roce 2025 je očekáváno jeho opětovné svolání. 

## Název
První syrská Ústava přijatá roku 1930 zavedla zákonodárný sbor pod názvem Poslanecká sněmovna (arabsky مجلس النواب‎, Madžlis an-Nuwwáb; ). Tentýž název používala i ústava z roku 1950. Ústava z roku 1973 přejmenovala parlament na Lidové shromáždění (arabsky مجلس الشعب”‎, Madžlis aš-Šaab), stejný název používá i ústava z roku 2012 a prozatímní ústavní deklarace z roku 2025.
V době existence Sjednocené arabské republiky existoval federální parlament nazývaný Národní rada (arabsky مجلس الأمة‎, Madžlis al-Umma). 

## Historie

### Francouzský mandát
První parlamentní orgán byl zřízen po pádu Osmanské říše a zřízení Francouzského mandátního území v roce 1920, členové této zastupitelské rady byli jmenováni francouzským vysokým komisařem pro Levantu Henrim Gouraudem. První parlamentní volby se konaly roku 1928, kdy bylo zvoleno 70 členů ústavodárného shromáždění, které mělo vypracovat ústavu. Po přijetí ústavy roku 1930 byla zřízena Poslanecká sněmovna, která měla 69 členů volených na pětileté období. První volby se uskutečnily na přelomu let 1931 a 1932 a první schůze se konala v červnu 1932.

### Nezávislá Sýrie
Po vyhlášení nezávislosti roku 1946 následovala v roce 1949 série vojenských převratů vedoucích k rozpuštění parlamentu a pozastavení ústavy. Následně byla přijata nová ústava z roku 1950, která posílila pravomoci parlamentu a zkrátil jeho volební období na čtyři roky. V letech 1958 až 1961 byl syrský parlament nahrazen Národním shromážděním Sjednocené arabské republiky.

### Baasistický režim
Po státním převratu v roce 1963, provedeném stranou Baas, vznikla Ba'athistická Sýrie, kde byla moc soustředěna do rukou jedné strany. Poslanecká sněmovna byla ústavou z roku 1973 nahrazena Lidovým shromážděním o 250 členech, které fungovalo převážně jako formální instituce schvalující rozhodnutí vládnoucí strany. Voleb se mohly účastnit pouze strany sdružené v rámci Národní pokrokové fronty. Opoziční strany se poprvé mohly voleb účastnit roku 2012, nicméně ani poté nebyly považovány za demokratické.

### Přechodná vláda
Po pádu baasistického režimu a útěku prezidenta Asada 8. prosince 2024 povstalci dobyli hlavní město a vytvořili přechodnou vládu, která 12. prosince pozastavila činnost Lidového shromáždění a na budově parlamentu byla vyvěšena vlajka opozice. V lednu 2025 bylo potvrzeno rozpuštění parlamentu, následně byla v březnu vydána prozatímní ústavní deklarace, která zmocňuje prezidenta zřídit Nejvyšší výbor, který poté vybere členy prozatímního Lidového shromáždění. Tento Nejvyšší výbor dohlíží na zřízení volebních podvýborů, které následně volí dvě třetiny poslanců Lidového shromáždění. Zbývající třetinu členů jmenuje přímo prezident, aby byla zajištěna spravedlivá reprezentace a efektivní fungování parlamentu. Tento model je koncipován s ohledem na přechodnou a zákonodárnou — nikoli plně zastupitelskou — povahu nového parlamentu. Prezident Ahmad Šara zřídil jedenáctičlenný Nejvyšší výbor 2. června a pověřil jej vytvořením  podvýborů v jednotlivých guvernorátech. Jeho cílem je vybrat technokraty a odborníky, kdy podle vyjádření výboru mají 70 % poslanců tvořit akademici nebo specialisté a 30 % poslanců budou významní představitelé místních komunit, přednostně s odborným vzděláním.
Celkový počet poslanců má být 210 a proces nepřímých voleb je naplánován na 15. až 20. září 2025.